# Liste von Terroranschlägen im Jahr 2012
Die Liste von Terroranschlägen im Jahr 2012 enthält eine unvollständige Auswahl von Terroranschlägen, die im Jahr 2012 passierten. Attentate werden gesondert in der Liste bekannter Attentate behandelt. Die Liste von Sprengstoffanschlägen listet auch nichtterroristische Anschläge. Die Liste von Flugzeugentführungen enthält eine Liste mit meist terroristischem Hintergrund. Im Artikel Rechtsterrorismus werden weitere terroristische Anschläge aufgezählt.

## Erläuterung
In der Spalte Politische Ausrichtung ist die politische bzw. weltanschauliche Einordnung der Täter angegeben: faschistisch, rassistisch, nationalistisch, nationalsozialistisch, sozialistisch, kommunistisch, antiimperialistisch, islamistisch (schiitisch, sunnitisch, deobandisch, salafistisch, wahhabitisch), hinduistisch. Bei vorrangig auf staatliche Unabhängigkeit oder Autonomie zielender Ausrichtung ist autonomistisch vorangestellt, gefolgt von der Region oder der Volksgruppe und ggf. weiteren Merkmalen der Täter: armenisch, irisch (katholisch), kurdisch, tirolisch, tschetschenisch, dagestanisch, punjabisch (sikhistisch), palästinensisch.
Die Opferzahlen der Anschläge werden farbig dargestellt:

Die in Klammern ( ) gesetzten Toten/Verletzte stehen für bei den Anschlägen getötete/verletzte Täter.

## Januar
| Datum/Beginn    | Betroffenes Land             | Anschlag                       | Täter                   | Politische Ausrichtung                                     | Mittel                                           | Ziel                                                    | Tote    | Verletzte | Hintergrund                           |
| --------------- | ---------------------------- | ------------------------------ | ----------------------- | ---------------------------------------------------------- | ------------------------------------------------ | ------------------------------------------------------- | ------- | --------- | ------------------------------------- |
| 01. Januar 2012 | Kenia                        | Anschlag in Garissa            | vermutlich al-Shabaab   | wahhabitisch, islamistisch                                 | Granaten, Schusswaffen                           | Lokale                                                  | 5       | 28        | Somalischer Bürgerkrieg               |
| 03. Januar 2012 | Demokratische Republik Kongo | Anschlag in Sud-Kivu           | FDLR                    | hutu-nationalistisch                                       | Stichwaffen                                      | Zivilisten                                              | 45      | 13        | Konflikt im Ostkongo                  |
| 05. Januar 2012 | Irak                         | Anschlag in Dhi Qar            | Muslimische Extremisten |                                                            | Selbstmordattentäter                             | Schiitische Pilger                                      | 44 (+1) | 70        | Aufstand im Irak (nach US-Rückzug)    |
| 06. Januar 2012 | Nigeria                      | Anschlag in Mubi               | vermutlich Boko Haram   | wahhabitisch, islamistisch                                 | Schusswaffen                                     | Christliche Zivilisten                                  | 20      |           | Scharia-Konflikt in Nigeria           |
| 06. Januar 2012 | Syrien                       | Anschlag in Damaskus           | al-Nusra-Front          | salafistisch, wahhabitisch                                 | Selbstmordattentäter mit Autobombe               | Polizeibus, Zivilisten                                  | 25 (+1) | 46        | Bürgerkrieg in Syrien seit 2011       |
| 09. Januar 2012 | Irak                         | Anschlag in Bagdad             |                         |                                                            | Selbstmordattentäter mit Autobombe, 2 Autobomben | Schiitische Pilger, Polizeifahrzeug                     | 20 (+1) | 84        | Aufstand im Irak (nach US-Rückzug)    |
| 10. Januar 2012 | Pakistan                     | Anschlag in Jamrud             | TTP                     | deobandisch, islamisch-fundamentalistisch                  | Autobombe                                        | Zivilisten                                              | 35      | 60        | Konflikt in Nordwest-Pakistan         |
| 14. Januar 2012 | Irak                         | Anschlag nahe Basra            |                         |                                                            | Selbstmordattentäter                             | Kontrollpunkt                                           | 53 (+1) | 131       | Aufstand im Irak (nach US-Rückzug)    |
| 15. Januar 2012 | Pakistan                     | Anschlag in Punjab             |                         |                                                            | Sprengsatz                                       | Pilger                                                  | 18      | 20        | Konflikt in Nordwest-Pakistan         |
| 18. Januar 2012 | Afghanistan                  | Anschlag in Helmand            |                         |                                                            | Selbstmordattentäter auf Motorrad                | Markt                                                   | 13 (+1) | 22        | Krieg in Afghanistan                  |
| 19. Januar 2012 | Türkei                       | Anschlag in Hakkâri            |                         |                                                            | Autobombe                                        | Polizeifahrzeug                                         | 1       | 27        |                                       |
| 20. Januar 2012 | Afghanistan                  | Anschlag in Kabul              |                         |                                                            | Gift                                             | Militärtrainingszentrum                                 | 0       | 200       | Krieg in Afghanistan                  |
| 20. Januar 2012 | Nigeria                      | Anschlag in Kano               | Boko Haram              | wahhabitisch, islamistisch                                 | Schusswaffen, Sprengsätze                        | Regierungsgebäude, Polizeistationen, Schule, Zivilisten | 187     | 50        | Scharia-Konflikt in Nigeria           |
| 21. Januar 2012 | Syrien                       | Anschlag in Idlib              |                         |                                                            | 4 Sprengsätze                                    | Polizeifahrzeug (Gefangenentransport)                   | 14      | 26        | Bürgerkrieg in Syrien seit 2011       |
| 24. Januar 2012 | Somalia                      | Anschlag in Beledweyne         | al-Shabaab              | wahhabitisch, islamistisch                                 | Selbstmordattentäter mit Autobombe               | Militärstützpunkt, Äthiopische Soldaten                 | 30 (+1) | 70        | Somalischer Bürgerkrieg               |
| 24. Januar 2012 | Irak                         | Anschlag in Bagdad             |                         |                                                            | 4 Autobomben                                     | Schiitische Zivilisten                                  | 14      | 76        | Aufstand im Irak (nach US-Rückzug)    |
| 26. Januar 2012 | Afghanistan                  | Anschlag in Helmand            | Taliban                 | deobandisch-fundamentalistisch, paschtunisch, islamistisch | Selbstmordattentäter mit Autobombe               | NATO-Konvoi                                             | 4 (+1)  | 31        | Krieg in Afghanistan                  |
| 26. Januar 2012 | Pakistan                     | Anschlag in Khyber Pakhtunkhwa |                         |                                                            | Schusswaffen                                     | Kontrollpunkt                                           | 0 (+20) | 22        | Konflikt in Nordwest-Pakistan         |
| 27. Januar 2012 | Irak                         | Anschlag in Bagdad             |                         |                                                            | Selbstmordattentäter mit Autobombe               | Beerdigung                                              | 31 (+1) | 60        | Aufstand im Irak (nach US-Rückzug)    |
| 28. Januar 2012 | Südsudan                     | Anschlag in Warrap             |                         |                                                            | Schusswaffen                                     | Zivilisten                                              | 41      |           | Bürgerkrieg im Südsudan 2013 bis 2018 |
| 31. Januar 2012 | Pakistan                     | Anschlag in Khyber Pakhtunkhwa | TTP                     | deobandisch, islamisch-fundamentalistisch                  | Schusswaffen                                     | Kontrollpunkt                                           | 8 (+35) | 32 (+30)  | Konflikt in Nordwest-Pakistan         |

## Februar
| Datum/Beginn     | Betroffenes Land | Anschlag                       | Täter                                 | Politische Ausrichtung                                                                      | Mittel                                        | Ziel | Tote    | Verletzte | Hintergrund                        |
| ---------------- | ---------------- | ------------------------------ | ------------------------------------- | ------------------------------------------------------------------------------------------- | --------------------------------------------- | --- | ------- | --------- | ---------------------------------- |
| 01. Februar 2012 | Kolumbien        | Anschlag in Nariño             | vermutlich FARC-EP                    | marxistisch-leninistisch, links-nationalistisch                                             | Motorradbombe                                 | Polizeistation, Zivilisten | 9       | 70        | Bewaffneter Konflikt in Kolumbien  |
| 02. Februar 2012 | Kolumbien        | Anschlag in Cauca              | FARC-EP                               | marxistisch-leninistisch, links-nationalistisch                                             | Mörser                                        | Polizeistation, Zivilisten | 6       | 34        | Bewaffneter Konflikt in Kolumbien  |
| 08. Februar 2012 | Somalia          | Anschlag in Mogadischu         | al-Shabaab                            | wahhabitisch, islamistisch                                                                  | Selbstmordattentäter mit Autobombe            | Hotel | 15 (+1) | 23        | Somalischer Bürgerkrieg            |
| 10. Februar 2012 | Syrien           | Anschlag in Aleppo             | al-Nusra-Front                        | salafistisch, wahhabitisch                                                                  | 2 Selbstmordattentäter mit Autobomben         | Kaserne, Militärgebäude, Zivilisten | 28 (+2) | 200+      | Bürgerkrieg in Syrien seit 2011    |
| 10. Februar 2012 | Pakistan         | Anschlag in Khyber Pakhtunkhwa |                                       |                                                                                             | 2 Sprengsätze, Schusswaffen                   | Polizisten, Zivilisten | 2       | 22        | Konflikt in Nordwest-Pakistan      |
| 12. Februar 2012 | Pakistan         | Anschlag in Mardan             |                                       |                                                                                             | Selbstmordattentäter                          | Militärrekrutierungszentrum | 27 (+1) |           | Konflikt in Nordwest-Pakistan      |
| 17. Februar 2012 | Pakistan         | Anschlag in Parachinar         | Tehrik-e-Taliban Islami               | islamistisch                                                                                | Selbstmordattentäter mit Motorradbombe        | Zivilisten | 39 (+1) | 64        | Konflikt in Nordwest-Pakistan      |
| 19. Februar 2012 | Irak             | Anschlag in Bagdad             | al-Qaida im Irak                      | salafistisch, wahhabitisch, panislamisch, antikommunistisch, antizionistisch, antisemitisch | Selbstmordattentäter mit Autobombe            | Polizeiakademie | 15 (+1) | 21        | Aufstand im Irak (nach US-Rückzug) |
| 20. Februar 2012 | Nigeria          | Anschlag in Maiduguri          | Boko Haram                            | wahhabitisch, islamistisch                                                                  | Schusswaffen, Sprengsätze                     | Markt | 30 (+8) | 0         | Scharia-Konflikt in Nigeria        |
| 23. Februar 2012 | Irak             | Anschlagsserie                 | al-Qaida im Irak                      | salafistisch, wahhabitisch, panislamisch, antikommunistisch, antizionistisch, antisemitisch | Schusswaffen, Autobomben, Sprengsätze, Mörser | Kontrollpunkte, Restaurants, Polizeihauptquartier, Gericht, Parteibüro, Regierungsgebäude, Grundschule, Polizeistreifen, Zivilisten, Wasseranlage, Fernsehturm, Wohngebäude, Markt, Polizeistation | 51      | 246       | Aufstand im Irak (nach US-Rückzug) |
| 23. Februar 2012 | Pakistan         | Anschlag in Khyber Pakhtunkhwa | vermutlich TTP                        | deobandisch, islamisch-fundamentalistisch                                                   | Autobombe                                     | Bushaltestelle | 12      | 36        | Konflikt in Nordwest-Pakistan      |
| 25. Februar 2012 | Jemen            | Anschlag in al-Mukalla         | al-Qaida auf der Arabischen Halbinsel | salafistisch, antizionistisch, antisemitisch                                                | Selbstmordattentäter mit Autobombe            | Präsidentenpalast | 30 (+1) | 50        | Huthi-Konflikt                     |
| 26. Februar 2012 | Nigeria          | Anschlag in Jos                | Boko Haram                            | wahhabitisch, islamistisch                                                                  | 2 Selbstmordattentäter mit Autobombe          | Kirche | 3 (+2)  | 38        | Scharia-Konflikt in Nigeria        |
| 27. Februar 2012 | Somalia          | Anschlag in Mogadischu         | vermutlich al-Shabaab                 | wahhabitisch, islamistisch                                                                  | Landmine                                      | Fußballspiel | 10      | 20        | Somalischer Bürgerkrieg            |
| 27. Februar 2012 | Pakistan         | Anschlag in Khyber Pakhtunkhwa | TTP                                   | deobandisch, islamisch-fundamentalistisch                                                   | Motorradbombe                                 | Kundgebung | 6       | 20        | Konflikt in Nordwest-Pakistan      |
| 29. Februar 2012 | Somalia          | Anschlag in Garbahaarrey       | al-Shabaab                            | wahhabitisch, islamistisch                                                                  | Mörser, Schusswaffen                          | Soldaten | 15      | 30        | Somalischer Bürgerkrieg            |

## März
| Datum/Beginn  | Betroffenes Land | Anschlag                       | Täter                                                         | Politische Ausrichtung                                                                      | Mittel                                                                         | Ziel | Tote      | Verletzte | Hintergrund                        |
| ------------- | ---------------- | ------------------------------ | ------------------------------------------------------------- | ------------------------------------------------------------------------------------------- | ------------------------------------------------------------------------------ | --- | --------- | --------- | ---------------------------------- |
| 02. März 2012 | Jemen            | Anschlag in Saʿda              |                                                               |                                                                                             | Sprengsatz                                                                     | Demonstration | 0         | 22        | Huthi-Konflikt                     |
| 02. März 2012 | Pakistan         | Anschlag in Khyber Pakhtunkhwa | TTP                                                           | deobandisch, islamisch-fundamentalistisch                                                   | Selbstmordattentäter                                                           | Milizionäre | 22 (+1)   | 20        | Konflikt in Nordwest-Pakistan      |
| 03. März 2012 | Syrien           | Anschlag in Darʿā              |                                                               |                                                                                             | Selbstmordattentäter mit Autobombe                                             | Zivilisten | 2 (+1)    | 20        | Bürgerkrieg in Syrien seit 2011    |
| 04. März 2012 | Jemen            | Anschlag in Abyan              | al-Qaida auf der Arabischen Halbinsel                         | salafistisch, antizionistisch, antisemitisch                                                | Selbstmordattentäter mit Autobombe                                             | Militärstützpunkte | 192 (+40) |           | Huthi-Konflikt                     |
| 05. März 2012 | Irak             | Anschlag in Haditha            | al-Qaida im Irak                                              | salafistisch, wahhabitisch, panislamisch, antikommunistisch, antizionistisch, antisemitisch | Schusswaffen                                                                   | Kontrollpunkte | 28 (+2)   |           | Aufstand im Irak (nach US-Rückzug) |
| 10. März 2012 | Kenia            | Anschlag in Nairobi            | vermutlich al-Shabaab                                         | wahhabitisch, islamistisch                                                                  | Granaten                                                                       | Busbahnhof | 4         | 40        | Somalischer Bürgerkrieg            |
| 11. März 2012 | Nigeria          | Anschlag nahe Jos              | Boko Haram                                                    | wahhabitisch, islamistisch                                                                  | Selbstmordattentäter mit Autobombe                                             | Kirche | 3 (+1)    | 22        | Scharia-Konflikt in Nigeria        |
| 11. März 2012 | Pakistan         | Anschlag in Khyber Pakhtunkhwa | TTP                                                           | deobandisch, islamisch-fundamentalistisch                                                   | Selbstmordattentäter                                                           | Beerdigung | 17 (+1)   | 35        | Konflikt in Nordwest-Pakistan      |
| 17. März 2012 | Syrien           | Anschlag in Damaskus           | al-Nusra-Front                                                | salafistisch, wahhabitisch                                                                  | 2 Selbstmordattentäter mit Autobomben                                          | Regierungsgebäude, Zivilisten | 27 (+2)   | 140       | Bürgerkrieg in Syrien seit 2011    |
| 18. März 2012 | Syrien           | Anschlag in Aleppo             |                                                               |                                                                                             | Autobombe                                                                      | Regierungsgebäude | 3         | 25        | Bürgerkrieg in Syrien seit 2011    |
| 20. März 2012 | Irak             | Anschlagsserie                 | al-Qaida im Irak                                              | salafistisch, wahhabitisch, panislamisch, antikommunistisch, antizionistisch, antisemitisch | 3 Selbstmordattentäter mit Autobomben, 8 Autobomben, Schusswaffen, Sprengsätze | Außenministerium, Bushaltestelle, Polizeigebäude, Café, Polizisten, Militärpatrouille, Polizeistreifen, Transport-Terminal, Wohngebäude, Schule, Fahrzeug | 54        | 232       | Aufstand im Irak (nach US-Rückzug) |
| 22. März 2012 | Mali             | Anschlag in Bamako             | National Committee for the Restoration of Democracy and State |                                                                                             | Schusswaffen                                                                   | Präsidentenpalast | 1         | 40        | Konflikt in Nordmali (seit 2012)   |
| 23. Mai 2012  | Pakistan         | Anschlag in Punjab             |                                                               |                                                                                             | Brandstiftung                                                                  | Konzert | 0         | 20        | Konflikt in Nordwest-Pakistan      |
| 27. März 2012 | Indien           | Anschlag in Maharashtra        | Maoisten                                                      | maoistisch                                                                                  | Landmine                                                                       | Polizisten | 12        | 28        | Naxalitenaufstand                  |
| 31. März 2012 | Thailand         | Anschlag in Hat Yai            | vermutlich Separatisten                                       | autonomistisch                                                                              | Autobombe                                                                      | Hotel | 14        | 400       | Konflikt in Südthailand seit 2004  |
| 31. März 2012 | Thailand         | Anschlag in Mueang Yala        | vermutlich Separatisten                                       | autonomistisch                                                                              | 3 Autobomben                                                                   | Geschäft, Rettungskräfte | 9         | 70        | Konflikt in Südthailand seit 2004  |
| 31. März 2012 | Jemen            | Anschlag in Aden               | al-Qaida auf der Arabischen Halbinsel                         | salafistisch, antizionistisch, antisemitisch                                                | Schusswaffen                                                                   | Kontrollpunkt | 20 (+9)   | 11 (+2)   | Huthi-Konflikt                     |
| 31. März 2012 | Kenia            | Anschlag in Coast              | al-Shabaab                                                    | wahhabitisch, islamistisch                                                                  | Granate                                                                        | Zivilisten | 2         | 30        | Somalischer Bürgerkrieg            |

## April
| Datum/Beginn   | Betroffenes Land | Anschlag             | Täter                                 | Politische Ausrichtung                                                                      | Mittel | Ziel | Tote     | Verletzte | Hintergrund                        |
| -------------- | ---------------- | -------------------- | ------------------------------------- | ------------------------------------------------------------------------------------------- | --- | --- | -------- | --------- | ---------------------------------- |
| 03. April 2012 | Pakistan         | Anschlag in Gilgit   |                                       |                                                                                             | Schusswaffen, Granate | Kundgebung | 6        | 50+       | Konflikt in Nordwest-Pakistan      |
| 04. April 2012 | Afghanistan      | Anschlag in Faryab   | Taliban                               | deobandisch-fundamentalistisch, paschtunisch, islamistisch                                  | Selbstmordattentäter mit Motorradbombe                                                                                     | NATO-Soldaten | 13 (+1)  | 23        | Krieg in Afghanistan               |
| 07. April 2012 | Syrien           | Anschlag in Homs     |                                       |                                                                                             | Panzerfaust, Schusswaffen                                                                                                  | Kontrollpunkt, Bus | 7        | 21        | Bürgerkrieg in Syrien seit 2011    |
| 08. April 2012 | Nigeria          | Anschlag in Kaduna   | vermutlich Boko Haram                 | wahhabitisch, islamistisch                                                                  | Selbstmordattentäter mit Autobombe                                                                                         | Kirche | 41 (+1)  | 10        | Scharia-Konflikt in Nigeria        |
| 09. April 2012 | Jemen            | Anschlag in Abyan    | al-Qaida auf der Arabischen Halbinsel | salafistisch, antizionistisch, antisemitisch                                                | Panzerfäuste, Schusswaffen                                                                                                 | Militärkaserne | 25 (+32) |           | Huthi-Konflikt                     |
| 09. April 2012 | Somalia          | Anschlag in Baidoa   | al-Shabaab                            | wahhabitisch, islamistisch                                                                  | Sprengsatz | Markt | 12       | 35        | Somalischer Bürgerkrieg            |
| 10. April 2012 | Afghanistan      | Anschlag in Herat    | Taliban                               | deobandisch-fundamentalistisch, paschtunisch, islamistisch                                  | 2 Selbstmordattentäter mit Autobombe                                                                                       | Polizeihauptquartier | 10 (+2)  | 30        | Krieg in Afghanistan               |
| 17. April 2012 | Afghanistan      | Anschlag in Tachar   | vermutlich Taliban                    | deobandisch-fundamentalistisch, paschtunisch, islamistisch                                  | Gift | Schule | 0        | 140       | Krieg in Afghanistan               |
| 19. April 2012 | Irak             | Anschlagsserie       | al-Qaida im Irak                      | salafistisch, wahhabitisch, panislamisch, antikommunistisch, antizionistisch, antisemitisch | Selbstmordattentäter mit Autobombe, 3 Selbstmordattentäter, Autobomben, Sprengsätze, Schusswaffen, Panzerfäuste, Haftbombe | Konvoi, Kontrollpunkte, Wohngebäude, Polizeioffizier, Hotel, Tagelöhner, Polizisten, Polizeistreifen, Ölraffinerie, Restaurants, Turkmenischer Verein, Soldaten, Militärpatrouille, Zivilisten | 63 (+5)  | 160       | Aufstand im Irak (nach US-Rückzug) |
| 24. April 2012 | Pakistan         | Anschlag in Lahore   | Lashkar-e-Balochistan                 | autonomistisch, belutschisch-nationalistisch, marxistisch                                   | Sprengsatz | Bahnhof | 4        | 27        | Belutschistankonflikt              |
| 26. April 2012 | Nigeria          | Anschlag in Kaduna   | Boko Haram                            | wahhabitisch, islamistisch                                                                  | Selbstmordattentäter mit Autobombe                                                                                         | Nachrichtenagentur | 3        | 25 (+1)   | Scharia-Konflikt in Nigeria        |
| 27. April 2012 | Ukraine          | Anschlag in Dnipro   |                                       |                                                                                             | 5 Sprengsätze | Tram-Haltestelle, Bahnhof, Kino, Zivilisten | 0        | 31        |                                    |
| 27. April 2012 | Syrien           | Anschlag in Damaskus | al-Nusra-Front                        | salafistisch, wahhabitisch                                                                  | Selbstmordattentäter | Moschee, Polizisten | 11 (+3)  | 28        | Bürgerkrieg in Syrien seit 2011    |
| 29. April 2012 | Nigeria          | Anschlag in Kano     | vermutlich Boko Haram                 | wahhabitisch, islamistisch                                                                  | Sturmgewehre, Sprengsätze                                                                                                  | Christliche Zivilisten | 16       | 22        | Scharia-Konflikt in Nigeria        |
| 29. April 2012 | Pakistan         | Anschlag in Jamrud   |                                       |                                                                                             | Autobombe | Bushaltestelle | 1        | 20        | Konflikt in Nordwest-Pakistan      |
| 30. April 2012 | Nigeria          | Anschlag in Jalingo  | vermutlich Boko Haram                 | wahhabitisch, islamistisch                                                                  | Selbstmordattentäter mit Motorradbombe                                                                                     | Polizeikonvoi, Zivilisten | 11 (+1)  | 22        | Scharia-Konflikt in Nigeria        |
| 30. April 2012 | Syrien           | Anschlag in Idlib    |                                       |                                                                                             | 3 Selbstmordattentäter | Universität, Militäranlage, Regierungsgebäude, Zivilisten | 8 (+3)   | 100       | Bürgerkrieg in Syrien seit 2011    |

## Mai
| Datum/Beginn | Betroffenes Land             | Anschlag                       | Täter                                 | Politische Ausrichtung                                                     | Mittel                                                                 | Ziel                        | Tote    | Verletzte | Hintergrund                         |
| ------------ | ---------------------------- | ------------------------------ | ------------------------------------- | -------------------------------------------------------------------------- | ---------------------------------------------------------------------- | --------------------------- | ------- | --------- | ----------------------------------- |
| 02. Mai 2012 | Ägypten                      | Anschlag in Kairo              |                                       |                                                                            | Sprengsätze, Steine, Tränengaskanister, Schusswaffen, Molotowcocktails | Demonstranten               | 11      | 49        |                                     |
| 03. Mai 2012 | Russland                     | Anschlag in Machatschkala      | Kaukasus-Emirat                       | autonomistisch-tschetschenisch, salafistisch, islamisch-fundamentalistisch | 2 Selbstmordattentäter mit Autobomben                                  | Kontrollpunkt, Ersthelfer   | 13 (+2) | 130       | Russisch-Tschetschenischer Konflikt |
| 04. Mai 2012 | Demokratische Republik Kongo | Anschlag in Orientale          | Mai-Mai                               |                                                                            |                                                                        | Militärstützpunkte          | 27      | 60        | Konflikt im Ostkongo                |
| 04. Mai 2012 | Pakistan                     | Anschlag in Khyber Pakhtunkhwa | TTP                                   | deobandisch, islamisch-fundamentalistisch                                  | Selbstmordattentäter                                                   | Kontrollpunkt               | 20 (+1) | 40        | Konflikt in Nordwest-Pakistan       |
| 05. Mai 2012 | Philippinen                  | Anschlag in Lanao del Norte    |                                       |                                                                            | Granate                                                                | Bar                         | 2       | 30        | Moro-Konflikt                       |
| 05. Mai 2012 | Syrien                       | Anschlag in Aleppo             | Freie Syrische Armee                  |                                                                            | Autobombe                                                              | Autowaschanlage             | 5       | 21        | Bürgerkrieg in Syrien seit 2011     |
| 07. Mai 2012 | Jemen                        | Anschlag in Abyan              | al-Qaida auf der Arabischen Halbinsel | salafistisch, antizionistisch, antisemitisch                               | Schusswaffen                                                           | Militärposten               | 20      |           | Huthi-Konflikt                      |
| 07. Mai 2012 | Afghanistan                  | Anschlag in Bamiyan            |                                       |                                                                            | Giftgas                                                                | Mädchenschule               | 0       | 30        | Krieg in Afghanistan                |
| 10. Mai 2012 | Syrien                       | Anschlag in Damaskus           | al-Nusra-Front                        | salafistisch, wahhabitisch                                                 | 2 Selbstmordattentäter mit Autobomben                                  | Militärgebäude, Zivilisten  | 55 (+2) | 370       | Bürgerkrieg in Syrien seit 2011     |
| 12. Mai 2012 | Pakistan                     | Anschlag in Peschawar          | TTP                                   | deobandisch, islamisch-fundamentalistisch                                  | Sprengsatz                                                             | Polizeikonvoi               | 1       | 20        | Konflikt in Nordwest-Pakistan       |
| 14. Mai 2012 | Irak                         | Anschlag in Bagdad             |                                       |                                                                            | Sprengsatz                                                             | Café                        | 1       | 30        | Aufstand im Irak (nach US-Rückzug)  |
| 14. Mai 2012 | Demokratische Republik Kongo | Anschlag in Sud-Kivu           | FDLR                                  | hutu-nationalistisch                                                       | Macheten                                                               | Zivilisten, UN-Soldaten     | 20      | 0         | Konflikt im Ostkongo                |
| 14. Mai 2012 | Pakistan                     | Anschlag in Quetta             | Baloch Republican Army                | autonomistisch, belutschisch-nationalistisch                               | Autobombe                                                              | Militärkonvoi               | 6       | 58        | Belutschistankonflikt               |
| 15. Mai 2012 | Afghanistan                  | Anschlag in Chost              |                                       |                                                                            | Gift                                                                   | Schule                      | 0       | 250       | Krieg in Afghanistan                |
| 18. Mai 2012 | Irak                         | Anschlag in Bagdad             |                                       |                                                                            | Sprengsatz                                                             | Vogelmarkt                  | 5       | 30        | Aufstand im Irak (nach US-Rückzug)  |
| 19. Mai 2012 | Syrien                       | Anschlag in Deir ez-Zor        |                                       |                                                                            | Selbstmordattentäter mit Autobombe                                     | Militärgebäude, Zivilisten  | 9 (+1)  | 100       | Bürgerkrieg in Syrien seit 2011     |
| 21. Mai 2012 | Jemen                        | Anschlag in Sanaa              | al-Qaida auf der Arabischen Halbinsel | salafistisch, antizionistisch, antisemitisch                               | Selbstmordattentäter                                                   | Militärparade               | 96 (+1) | 300       | Huthi-Konflikt                      |
| 22. Mai 2012 | Pakistan                     | Anschlag in Karatschi          |                                       |                                                                            | Granaten, Schusswaffen                                                 | Kundgebung                  | 9       | 35        | Konflikt in Nordwest-Pakistan       |
| 23. Mai 2012 | Afghanistan                  | Anschlag in Taloqan            | vermutlich Taliban                    | deobandisch-fundamentalistisch, paschtunisch, islamistisch                 | Giftgas                                                                | Schule                      | 0       | 120       | Krieg in Afghanistan                |
| 25. Mai 2012 | Pakistan                     | Anschlag in Sindh              | SLA                                   | autonomistisch, sindh-nationalistisch, antiimperialistisch                 | Schusswaffen                                                           | Bus, Zivilisten             | 9       | 30        | Konflikt in Nordwest-Pakistan       |
| 27. Mai 2012 | Irak                         | Anschlag in al-Anbar           |                                       |                                                                            | Sprengsatz                                                             | Pakistanische Pilger in Bus | 0       | 24        | Aufstand im Irak (nach US-Rückzug)  |
| 28. Mai 2012 | Kenia                        | Anschlag in Nairobi            | vermutlich al-Shabaab                 | wahhabitisch, islamistisch                                                 | Sprengsatz                                                             | Einkaufszentrum             | 1       | 37        | Somalischer Bürgerkrieg             |
| 30. Mai 2012 | Afghanistan                  | Anschlag in Taloqan            | vermutlich Taliban                    | deobandisch-fundamentalistisch, paschtunisch, islamistisch                 | Giftgas                                                                | Schule                      | 0       | 160       | Krieg in Afghanistan                |
| 31. Mai 2012 | Irak                         | Anschlag in Bagdad             |                                       |                                                                            | Autobombe                                                              | Restaurant                  | 11      | 36        | Aufstand im Irak (nach US-Rückzug)  |

## Juni
| Datum/Beginn  | Betroffenes Land | Anschlag                       | Täter                              | Politische Ausrichtung                                                                      | Mittel                                                                               | Ziel | Tote    | Verletzte | Hintergrund                        |
| ------------- | ---------------- | ------------------------------ | ---------------------------------- | ------------------------------------------------------------------------------------------- | ------------------------------------------------------------------------------------ | --- | ------- | --------- | ---------------------------------- |
| 02. Juni 2012 | Indien           | Anschlag in Chhattisgarh       | Maoisten                           | maoistisch                                                                                  | Sprengsatz                                                                           | Polizisten | 1       | 25        | Naxalitenaufstand                  |
| 04. Juni 2012 | Irak             | Anschlag in Bagdad             | al-Qaida im Irak                   | salafistisch, wahhabitisch, panislamisch, antikommunistisch, antizionistisch, antisemitisch | Selbstmordattentäter mit Autobombe                                                   | Regierungsgebäude | 25 (+1) | 65        | Aufstand im Irak (nach US-Rückzug) |
| 05. Juni 2012 | Pakistan         | Anschlag in Gilgit             |                                    |                                                                                             | Granate                                                                              | Kundgebung | 6       | 50        | Konflikt in Nordwest-Pakistan      |
| 06. Juni 2012 | Afghanistan      | Anschlag in Kandahar           | Taliban                            | deobandisch-fundamentalistisch, paschtunisch, islamistisch                                  | 3 Selbstmordattentäter                                                               | NATO-Konvoi, Zivilisten | 22 (+3) | 50        | Krieg in Afghanistan               |
| 07. Juni 2012 | Afghanistan      | Anschlag in Sar-i Pul          | Taliban                            | deobandisch-fundamentalistisch, paschtunisch, islamistisch                                  | Sprengsatz, Schusswaffen                                                             | Gefängnis | 4       | 28        | Krieg in Afghanistan               |
| 07. Juni 2012 | Pakistan         | Anschlag in Quetta             |                                    |                                                                                             | Sprengsatz                                                                           | Abschlusszeremonie | 14      | 40        | Konflikt in Nordwest-Pakistan      |
| 08. Juni 2012 | Nigeria          | Anschlag in Maiduguri          | vermutlich Boko Haram              | wahhabitisch, islamistisch                                                                  | Selbstmordattentäter mit Autobombe                                                   | Polizeihauptquartier | 6 (+1)  | 24        | Scharia-Konflikt in Nigeria        |
| 08. Juni 2012 | Pakistan         | Anschlag in Khyber Pakhtunkhwa | vermutlich TTP                     | deobandisch, islamisch-fundamentalistisch                                                   | Sprengsatz                                                                           | Bus | 19      | 40        | Konflikt in Nordwest-Pakistan      |
| 10. Juni 2012 | Irak             | Anschlag in Bagdad             | vermutlich Muslimische Extremisten |                                                                                             | Mörser                                                                               | Schiitische Pilger | 6       | 38        | Aufstand im Irak (nach US-Rückzug) |
| 10. Juni 2012 | Nigeria          | Anschlag in Jos                | Boko Haram                         | wahhabitisch, islamistisch                                                                  | Selbstmordattentäter mit Autobombe                                                   | Kirche | 1 (+1)  | 41        | Scharia-Konflikt in Nigeria        |
| 11. Juni 2012 | Pakistan         | Anschlag in Belutschistan      |                                    |                                                                                             | Motorradbombe                                                                        | Bus | 6       | 50        | Konflikt in Nordwest-Pakistan      |
| 12. Juni 2012 | Afghanistan      | Anschlag in Gardez             |                                    |                                                                                             | Sprengsatz                                                                           | Zivilisten | 1       | 20        | Krieg in Afghanistan               |
| 13. Juni 2012 | Irak             | Anschlagsserie                 | al-Qaida im Irak                   | salafistisch, wahhabitisch, panislamisch, antikommunistisch, antizionistisch, antisemitisch | Selbstmordattentäter mit Autobombe, Autobomben, Schusswaffen, Sprengsätze, Haftbombe | Restaurant, Polizeiakademie, Moschee, Polizisten, Markt, Polizeistreifen, Militärpatrouillen, Kontrollpunkt, Polizeigebäude, Parteibüro | 72 (+1) | 281       | Aufstand im Irak (nach US-Rückzug) |
| 16. Juni 2012 | Irak             | Anschlag in Bagdad             | al-Qaida im Irak                   | salafistisch, wahhabitisch, panislamisch, antikommunistisch, antizionistisch, antisemitisch | 2 Autobomben                                                                         | Schrein, Schiitische Prozession | 32      | 68        | Aufstand im Irak (nach US-Rückzug) |
| 16. Juni 2012 | Pakistan         | Anschlag in Khyber Pakhtunkhwa |                                    |                                                                                             | Autobombe                                                                            | Markt, Zivilisten | 25      | 50        | Konflikt in Nordwest-Pakistan      |
| 17. Juni 2012 | Irak             | Anschlag in Salah ad-Din       |                                    |                                                                                             | Autobombe                                                                            | Tankstelle | 1       | 24        | Aufstand im Irak (nach US-Rückzug) |
| 17. Juni 2012 | Nigeria          | Anschlag in Zaria              | Boko Haram                         | wahhabitisch, islamistisch                                                                  | 3 Selbstmordattentäter mit Autobomben                                                | Kirchen | 19 (+3) | 80        | Scharia-Konflikt in Nigeria        |
| 18. Juni 2012 | Nigeria          | Anschlag in Damaturu           | Boko Haram                         | wahhabitisch, islamistisch                                                                  | Sprengstoff, Schusswaffen                                                            | Militär, Polizei, Regierungsgebäude | 25      | 99+       | Scharia-Konflikt in Nigeria        |
| 18. Juni 2012 | Irak             | Anschlag in Baquba             | al-Qaida im Irak                   | salafistisch, wahhabitisch, panislamisch, antikommunistisch, antizionistisch, antisemitisch | Selbstmordattentäter                                                                 | Beerdigung | 15 (+1) | 40        | Aufstand im Irak (nach US-Rückzug) |
| 18. Juni 2012 | Pakistan         | Anschlag in Quetta             | Lashkar-e-Jhangvi                  | deobandisch-fundamentalistisch, salafistisch                                                | Selbstmordattentäter mit Autobombe                                                   | Regierungsgebäude, Schiitische Studenten in Bus                                                                                         | 4 (+1)  | 40        | Konflikt in Nordwest-Pakistan      |
| 19. Juni 2012 | Afghanistan      | Anschlag in Bamiyan            | vermutlich Taliban                 | deobandisch-fundamentalistisch, paschtunisch, islamistisch                                  | Giftgas                                                                              | Schule | 0       | 47        | Krieg in Afghanistan               |
| 20. Juni 2012 | Afghanistan      | Anschlag in Chost              | Taliban                            | deobandisch-fundamentalistisch, paschtunisch, islamistisch                                  | Selbstmordattentäter mit Motorradbombe                                               | Militärkonvoi | 21 (+1) | 31        | Krieg in Afghanistan               |
| 21. Juni 2012 | Pakistan         | Anschlag in Khyber Pakhtunkhwa |                                    |                                                                                             | Sprengsatz                                                                           | Schrein | 3       | 21        | Konflikt in Nordwest-Pakistan      |
| 22. Juni 2012 | Irak             | Anschlag in Bagdad             |                                    |                                                                                             | 2 Autobomben                                                                         | Markt | 13      | 100       | Aufstand im Irak (nach US-Rückzug) |
| 22. Juni 2012 | Syrien           | Anschlag in Aleppo             | Freie Syrische Armee               |                                                                                             | Schusswaffen                                                                         | Milizionäre | 25      | 0         | Bürgerkrieg in Syrien seit 2011    |
| 23. Juni 2012 | Afghanistan      | Anschlag in Sar-i Pul          |                                    |                                                                                             | Giftgas                                                                              | Mädchenschule | 0       | 100       | Krieg in Afghanistan               |
| 25. Juni 2012 | Irak             | Anschlag in Hilla              |                                    |                                                                                             | Haftbombe                                                                            | Fußballspieler in Minibus | 6       | 21        | Aufstand im Irak (nach US-Rückzug) |
| 25. Juni 2012 | Afghanistan      | Anschlag in Sar-i Pul          | Taliban                            | deobandisch-fundamentalistisch, paschtunisch, islamistisch                                  | Giftgas                                                                              | Schule | 0       | 90        | Krieg in Afghanistan               |
| 28. Juni 2012 | Irak             | Anschlag in Bagdad             |                                    |                                                                                             | Autobombe                                                                            | Markt | 8       | 20        | Aufstand im Irak (nach US-Rückzug) |
| 28. Juni 2012 | Irak             | Anschlag in Baquba             | al-Qaida im Irak                   | salafistisch, wahhabitisch, panislamisch, antikommunistisch, antizionistisch, antisemitisch | Autobombe                                                                            | Moschee | 6       | 51        | Aufstand im Irak (nach US-Rückzug) |
| 28. Juni 2012 | Pakistan         | Anschlag in Belutschistan      | Lashkar-e-Jhangvi                  | deobandisch-fundamentalistisch, salafistisch                                                | Selbstmordattentäter mit Autobombe                                                   | Schiitische Pilger in Bus | 13 (+1) | 20        | Konflikt in Nordwest-Pakistan      |
| 29. Juni 2012 | Irak             | Anschlag in Salah ad-Din       |                                    |                                                                                             | 3 Motorradbomben                                                                     | Bank, Markt, Polizeistation, Zivilisten                                                                                                 | 6       | 45        | Aufstand im Irak (nach US-Rückzug) |
| 30. Juni 2012 | Syrien           | Anschlag in Damaskus           |                                    |                                                                                             | Autobombe                                                                            | Beerdigung | 20      |           | Bürgerkrieg in Syrien seit 2011    |

## Juli
| Datum/Beginn  | Betroffenes Land | Anschlag                       | Täter                                 | Politische Ausrichtung                                                                       | Mittel | Ziel | Tote     | Verletzte | Hintergrund                           |
| ------------- | ---------------- | ------------------------------ | ------------------------------------- | -------------------------------------------------------------------------------------------- | --- | --- | -------- | --------- | ------------------------------------- |
| 01. Juli 2012 | Kenia            | Anschlag in Garissa            | al-Shabaab                            | wahhabitisch, islamistisch                                                                   | Sturmgewehre, Granaten                                                                                                  | Kathedrale, Kirche | 18       | 66        | Somalischer Bürgerkrieg               |
| 01. Juli 2012 | Indien           | Anschlag in Jammu und Kashmir  | Laschkar-e Taiba                      | salafistisch                                                                                 | Sprengsatz | Bushaltestelle | 0        | 25        | Aufstand in Kaschmir                  |
| 02. Juli 2012 | Afghanistan      | Anschlag in Kandahar           | vermutlich Taliban                    | deobandisch-fundamentalistisch, paschtunisch, islamistisch                                   | Selbstmordattentäter mit Autobombe                                                                                      | Zivilisten | 7 (+1)   | 23        | Krieg in Afghanistan                  |
| 03. Juli 2012 | Irak             | Anschlag in al-Qadisiyya       | vermutlich al-Qaida im Irak           | salafistisch, wahhabitisch, panislamisch, antikommunistisch, antizionistisch, antisemitisch  | Autobombe | Markt | 25       | 40        | Aufstand im Irak (nach US-Rückzug)    |
| 04. Juli 2012 | Irak             | Anschlag in Wasit              |                                       |                                                                                              | Autobombe | Markt | 2        | 20        | Aufstand im Irak (nach US-Rückzug)    |
| 07. Juli 2012 | Irak             | Anschlag in Falludscha         |                                       |                                                                                              | Autobombe | Zivilisten | 8        | 24        | Aufstand im Irak (nach US-Rückzug)    |
| 07. Juli 2012 | Afghanistan      | Anschlag in Farah              | Taliban                               | deobandisch-fundamentalistisch, paschtunisch, islamistisch                                   | 3 Raketen | Regierungsgebäude | 1        | 26        | Krieg in Afghanistan                  |
| 08. Juli 2012 | Nigeria          | Anschlag in Plateau            | vermutlich Boko Haram                 | wahhabitisch, islamistisch                                                                   | Sturmgewehre, Macheten                                                                                                  | Beerdigung | 22       | 0         | Scharia-Konflikt in Nigeria           |
| 09. Juli 2012 | Afghanistan      | Anschlag in Scheberghan        | vermutlich Taliban                    | deobandisch-fundamentalistisch, paschtunisch, islamistisch                                   | Selbstmordattentäter mit Autobombe                                                                                      | Polizeihauptquartier | 0 (+1)   | 26        | Krieg in Afghanistan                  |
| 11. Juli 2012 | Jemen            | Anschlag in Sanaa              | al-Qaida auf der Arabischen Halbinsel | salafistisch, antizionistisch, antisemitisch                                                 | Selbstmordattentäter | Polizeiakademie | 10 (+1)  | 20        | Huthi-Konflikt                        |
| 11. Juli 2012 | Philippinen      | Anschlag in Basilan            | Abu Sajaf                             | islamistisch, islamisch-fundamentalistisch                                                   | Schusswaffen | Arbeiterkonvoi | 6        | 22        | Moro-Konflikt                         |
| 11. Juli 2012 | Pakistan         | Anschlag in Karatschi          | Lashkar-e-Balochistan                 | autonomistisch, belutschisch-nationalistisch, marxistisch                                    | Motorradbombe | Bushaltestelle | 1        | 20        | Belutschistankonflikt                 |
| 18. Juli 2012 | Bulgarien        | Anschlag nahe Burgas           | vermutlich Hisbollah                  | islamisch-nationalistisch, antizionistisch, antiimperialistisch, antiwestlich, antisemitisch | Selbstmordattentäter | Israelische Touristen in Bus | 6 (+1)   | 32        | Israelisch-Palästinensischer Konflikt |
| 22. Juli 2012 | Irak             | Anschlag in Babil              |                                       |                                                                                              | 3 Autobomben | Polizeistation, Ersthelfer | 11       | 38        | Aufstand im Irak (nach US-Rückzug)    |
| 22. Juli 2012 | Irak             | Anschlag in Nadschaf           |                                       |                                                                                              | Autobombe | Zivilisten | 4        | 23        | Aufstand im Irak (nach US-Rückzug)    |
| 23. Juli 2012 | Irak             | Anschlagsserie                 | al-Qaida im Irak                      | salafistisch, wahhabitisch, panislamisch, antikommunistisch, antizionistisch, antisemitisch  | Schusswaffen, Mörser, Autobomben, Sprengsätze, Selbstmordattentäter, Motorradbomben, Selbstmordattentäter mit Autobombe | Militärkasernen, Wohnviertel, Polizisten, Restaurant, Regierungsgebäude, Moschee, Wohngebäude, Arbeiter, Medizinisches Zentrum, Minibus, Militärpatrouille, Märkte, Kontrollpunkte, Tankstelle, Polizeistation, Krankenhaus, Café, Polizeistreife | 108 (+2) | 301       | Aufstand im Irak (nach US-Rückzug)    |
| 24. Juli 2012 | Irak             | Anschlag in Baquba             |                                       |                                                                                              | Autobombe | | 3        | 35        | Aufstand im Irak (nach US-Rückzug)    |
| 26. Juli 2012 | Pakistan         | Anschlag in Khyber Pakhtunkhwa |                                       |                                                                                              | Autobombe | Milizionäre | 11       | 23        | Konflikt in Nordwest-Pakistan         |
| 28. Juli 2012 | Kasachstan       | Anschlag in Almaty             |                                       |                                                                                              | Schusswaffe(n) | Polizeistreife | 2        | 0         |                                       |
| 31. Juli 2012 | Irak             | Anschlag in Bagdad             | vermutlich al-Qaida im Irak           | salafistisch, wahhabitisch, panislamisch, antikommunistisch, antizionistisch, antisemitisch  | Selbstmordattentäter mit Autobombe, Autobombe                                                                           | Restaurant, Polizeihauptquartier | 19 (+2)  | 25        | Aufstand im Irak (nach US-Rückzug)    |
| 31. Juli 2012 | Jemen            | Anschlag in Sanaa              |                                       |                                                                                              | Automatische Schusswaffen, Geiselnahme                                                                                  | Innenministerium | 15       | 43        | Huthi-Konflikt                        |

## August
| Datum/Beginn    | Betroffenes Land | Anschlag                       | Täter                                 | Politische Ausrichtung                                                                      | Mittel                             | Ziel                                  | Tote    | Verletzte | Hintergrund                                       |
| --------------- | ---------------- | ------------------------------ | ------------------------------------- | ------------------------------------------------------------------------------------------- | ---------------------------------- | ------------------------------------- | ------- | --------- | ------------------------------------------------- |
| 01. August 2012 | Pakistan         | Anschlag in Lahore             | United Baloch Army                    | autonomistisch, belutschisch-nationalistisch                                                | Autobombe, Sprengsatz              | Markt                                 | 2       | 23        | Belutschistankonflikt                             |
| 04. August 2012 | Jemen            | Anschlag in Abyan              | al-Qaida auf der Arabischen Halbinsel | salafistisch, antizionistisch, antisemitisch                                                | Selbstmordattentäter               | Beerdigung                            | 45 (+1) | 40        | Huthi-Konflikt                                    |
| 5. August 2012  | USA              | Anschlag in Wisconsin          | Wade Michael Page (White Supremacist) | rassistisch, rechtsextremistisch                                                            | Schusswaffen                       | Sikh-Tempel                           | 6 (+1)  | 4         |                                                   |
| 08. August 2012 | Irak             | Anschlag in Wasit              |                                       |                                                                                             | Autobombe                          | Schiitische Versammlung               | 11      | 25        | Aufstand im Irak (nach US-Rückzug)                |
| 10. August 2012 | Irak             | Anschlag nahe Mossul           |                                       |                                                                                             | Selbstmordattentäter mit Autobombe | Moschee                               | 3 (+1)  | 20        | Aufstand im Irak (nach US-Rückzug)                |
| 14. August 2012 | Afghanistan      | Anschlag in Nimrus             | Taliban                               | deobandisch-fundamentalistisch, paschtunisch, islamistisch                                  | 6 Selbstmordattentäter             | Krankenhaus, Polizisten, Zivilisten   | 27 (+6) | 110       | Krieg in Afghanistan                              |
| 14. August 2012 | Afghanistan      | Anschlag in Kunduz             |                                       |                                                                                             | Motorradbombe                      | Zivilisten                            | 11      | 24        | Krieg in Afghanistan                              |
| 14. August 2012 | Pakistan         | Anschlag in Khyber Pakhtunkhwa | TTP                                   | deobandisch, islamisch-fundamentalistisch                                                   | Schusswaffen                       | Militärpatrouille                     | 5 (+30) | 23        | Konflikt in Nordwest-Pakistan                     |
| 15. August 2012 | Irak             | Anschlag in Diyala             |                                       |                                                                                             | Autobombe, Sprengsatz              | Markt                                 | 7       | 26        | Aufstand im Irak (nach US-Rückzug)                |
| 16. August 2012 | Irak             | Anschlag in Diyala             | vermutlich al-Qaida im Irak           | salafistisch, wahhabitisch, panislamisch, antikommunistisch, antizionistisch, antisemitisch | Autobombe                          | Regierungsgebäude                     | 6       | 32        | Aufstand im Irak (nach US-Rückzug)                |
| 16. August 2012 | Irak             | Anschläge in und nahe Bagdad   | al-Qaida im Irak                      | salafistisch, wahhabitisch, panislamisch, antikommunistisch, antizionistisch, antisemitisch | Autobombe, Sprengsatz              | Geschäfte                             | 27      | 56        | Aufstand im Irak (nach US-Rückzug)                |
| 16. August 2012 | Irak             | Anschlag in Bagdad             | al-Qaida im Irak                      | salafistisch, wahhabitisch, panislamisch, antikommunistisch, antizionistisch, antisemitisch | Autobombe                          | Restaurant                            | 16      | 49        | Aufstand im Irak (nach US-Rückzug)                |
| 16. August 2012 | Irak             | Anschlag in Kut                | al-Qaida im Irak                      | salafistisch, wahhabitisch, panislamisch, antikommunistisch, antizionistisch, antisemitisch | Autobombe                          | Markt                                 | 7       | 25        | Aufstand im Irak (nach US-Rückzug)                |
| 16. August 2012 | Pakistan         | Anschlag in Khyber Pakhtunkhwa | TTP                                   | deobandisch, islamisch-fundamentalistisch                                                   | Schusswaffen                       | Schiitische Zivilisten                | 20      | 0         | Konflikt in Nordwest-Pakistan                     |
| 17. August 2012 | Pakistan         | Anschlag in Karatschi          | Lashkar-e-Jhangvi                     | deobandisch-fundamentalistisch, salafistisch                                                | Sprengsatz                         | Schiitische Studenten in Bus          | 3       | 25        | Konflikt in Nordwest-Pakistan                     |
| 20. August 2012 | Türkei           | Anschlag in Gaziantep          | PKK                                   | autonomistisch, kurdisch-sozialistisch                                                      | Autobombe                          | Polizeistation                        | 10      | 67        | Konflikt zwischen der Republik Türkei und der PKK |
| 23. August 2012 | Südsudan         | Anschlag in Jonglei            | David Yau Yau Militia                 |                                                                                             | Schusswaffen                       | Militärkonvoi                         | 24      | 12        | Bürgerkrieg im Südsudan 2013 bis 2018             |
| 24. August 2012 | Madagaskar       | Anschlag in Antananarivo       |                                       |                                                                                             | Sprengfalle                        | Fahrzeug, Militäroffizier, Zivilisten | 0       | 3         |                                                   |
| 28. August 2012 | Syrien           | Anschlag in Damaskus           |                                       |                                                                                             | Autobombe                          | Beerdigung                            | 12      | 48        | Bürgerkrieg in Syrien seit 2011                   |
| 31. August 2012 | Pakistan         | Anschlag in Khyber Pakhtunkhwa | vermutlich TTP                        | deobandisch, islamisch-fundamentalistisch                                                   | Autobombe                          | Markt                                 | 12      | 20        | Konflikt in Nordwest-Pakistan                     |

## September
| Datum/Beginn       | Betroffenes Land | Anschlag                    | Täter                                     | Politische Ausrichtung                                                                      | Mittel                                                                      | Ziel | Tote     | Verletzte | Hintergrund                                          |
| ------------------ | ---------------- | --------------------------- | ----------------------------------------- | ------------------------------------------------------------------------------------------- | --------------------------------------------------------------------------- | --- | -------- | --------- | ---------------------------------------------------- |
| 01. September 2012 | Philippinen      | Anschlag in Davao City      | NPA                                       | marxistisch-leninistisch-maoistisch                                                         | Granate                                                                     | Militärposten | 0        | 37        | Kommunistischer Revolutionskampf auf den Philippinen |
| 01. September 2012 | Afghanistan      | Anschlag in Wardak          | Taliban                                   | deobandisch-fundamentalistisch, paschtunisch, islamistisch                                  | 2 Selbstmordattentäter mit Autobomben                                       | Militärstützpunkt | 12 (+2)  | 69        | Krieg in Afghanistan                                 |
| 02. September 2012 | Türkei           | Anschlag in Şırnak          | PKK                                       | autonomistisch, kurdisch-sozialistisch                                                      | Automatische Schusswaffen, Artillerie                                       | Kontrollpunkte | 20 (+20) | 7         | Konflikt zwischen der Republik Türkei und der PKK    |
| 02. September 2012 | Kolumbien        | Anschlag in Barrancabermeja |                                           |                                                                                             | Granate                                                                     | Zivilisten | 0        | 26 (+1)   | Bewaffneter Konflikt in Kolumbien                    |
| 03. September 2012 | Syrien           | Anschlag in Damaskus        |                                           |                                                                                             | Autobombe                                                                   | Zivilisten | 5        | 27        | Bürgerkrieg in Syrien seit 2011                      |
| 03. September 2012 | Pakistan         | Anschlag in Peschawar       | vermutlich TTP                            | deobandisch, islamisch-fundamentalistisch                                                   | Selbstmordattentäter mit Autobombe                                          | US-Konsulatsmitarbeiter in Fahrzeug | 2 (+1)   | 21        | Konflikt in Nordwest-Pakistan                        |
| 04. September 2012 | Afghanistan      | Anschlag in Nangarhar       | vermutlich Taliban                        | deobandisch-fundamentalistisch, paschtunisch, islamistisch                                  | Selbstmordattentäter                                                        | Beerdigung | 25 (+1)  | 50        | Krieg in Afghanistan                                 |
| 07. September 2012 | Irak             | Anschlag in Kirkuk          |                                           |                                                                                             | 3 Autobomben, 3 Sprengsätze                                                 | Polizeistreife, Moscheen, Ersthelfer | 8        | 70        | Aufstand im Irak (nach US-Rückzug)                   |
| 07. September 2012 | Philippinen      | Anschlag in Basilan         | vermutlich Abu Sajaf                      | islamistisch, islamisch-fundamentalistisch                                                  | Schusswaffen                                                                | Lastwagen, Arbeiter | 1        | 36        | Moro-Konflikt                                        |
| 08. September 2012 | Irak             | Anschlagsserie              | al-Qaida im Irak                          | salafistisch, wahhabitisch, panislamisch, antikommunistisch, antizionistisch, antisemitisch | Schusswaffen, Sprengsätze, Autobomben                                       | Kontrollpunkt, Ersthelfer, Polizeihauptmann, Markt, Zivilisten | 12       | 43        | Aufstand im Irak (nach US-Rückzug)                   |
| 09. September 2012 | Irak             | Anschlagsserie              | al-Qaida im Irak                          | salafistisch, wahhabitisch, panislamisch, antikommunistisch, antizionistisch, antisemitisch | Autobomben, Schusswaffen, Sprengsätze                                       | Café, Restaurant, Märkte, Polizeirekrutierungszentrum, Regierungsgebäude, Fahrzeug, Soldat, Französisches Konsulat, Hotel, Polizeipersonal, Polizeikonvoi, Kontrollpunkte, Regierungskonvoi, Polizeistation, Moschee, Zivilisten | 98       | 457       | Aufstand im Irak (nach US-Rückzug)                   |
| 09. September 2012 | Syrien           | Anschlag in Aleppo          | Freie Syrische Armee                      |                                                                                             | Autobombe                                                                   | Militärkaserne | 17       | 40        | Bürgerkrieg in Syrien seit 2011                      |
| 10. September 2012 | Afghanistan      | Anschlag in Kundus          | vermutlich Taliban                        | deobandisch-fundamentalistisch, paschtunisch, islamistisch                                  | Selbstmordattentäter                                                        | Zivilisten | 16 (+1)  | 21        | Krieg in Afghanistan                                 |
| 10. September 2012 | Pakistan         | Anschlag in Parachinar      | TTP                                       | deobandisch, islamisch-fundamentalistisch                                                   | Autobombe                                                                   | Polizeikonvoi, Zivilisten | 14       | 70        | Konflikt in Nordwest-Pakistan                        |
| 14. September 2012 | Tunesien         | Anschlag in Tunis           | Ansar al-Scharia                          | salafistisch                                                                                | Steine, Molotowcocktails                                                    | US-Botschaft | 4        | 46        |                                                      |
| 15. September 2012 | Kasachstan       | Anschlag in Atyrau          |                                           |                                                                                             | Molotowcocktail, Schrotflinte                                               | Polizeistation | 0        | 2         |                                                      |
| 17. September 2012 | Irak             | Anschlag in Bagdad          |                                           |                                                                                             | Selbstmordattentäter mit Autobombe                                          | Grüne Zone | 7 (+1)   | 24        | Aufstand im Irak (nach US-Rückzug)                   |
| 18. September 2012 | Türkei           | Anschlag in Bingöl          | PKK                                       | autonomistisch, kurdisch-sozialistisch                                                      | Rakete, Sturmgewehre                                                        | Militärkonvoi | 10       | 60        | Konflikt zwischen der Republik Türkei und der PKK    |
| 18. September 2012 | Pakistan         | Anschlag in Sindh           | vermutlich Lashkar-e-Jhangvi              | deobandisch-fundamentalistisch, salafistisch                                                | Sprengsatz, Motorradbombe                                                   | Zivilisten | 7        | 22        | Konflikt in Nordwest-Pakistan                        |
| 19. September 2012 | Pakistan         | Anschlag in Peschawar       | TTP                                       | deobandisch, islamisch-fundamentalistisch                                                   | Autobombe                                                                   | Militärfahrzeug, Zivilisten | 8        | 22        | Konflikt in Nordwest-Pakistan                        |
| 20. September 2012 | Somalia          | Anschlag in Mogadischu      | vermutlich al-Shabaab                     | wahhabitisch, islamistisch                                                                  | 2 Selbstmordattentäter, einer mit Schusswaffe(n)                            | Regierungsmitglied, Journalisten, Polizisten | 20 (+2)  | 4         | Somalischer Bürgerkrieg                              |
| 21. September 2012 | Thailand         | Anschlag in Sai Buri        | vermutlich Yakariya Bango Insurgent Group |                                                                                             | Schusswaffen, Autobombe                                                     | Geschäfte, Zivilisten | 6        | 40        | Konflikt in Südthailand seit 2004                    |
| 23. September 2012 | Nigeria          | Anschlag in Bauchi          | vermutlich Boko Haram                     | wahhabitisch, islamistisch                                                                  | Selbstmordattentäter mit Autobombe                                          | Kirche | 2 (+1)   | 48        | Scharia-Konflikt in Nigeria                          |
| 24. September 2012 | Kolumbien        | Anschlag in Nariño          | ELN                                       | marxistisch-leninistisch                                                                    | Sprengsatz                                                                  | Krankenhaus | 0        | 20        | Bewaffneter Konflikt in Kolumbien                    |
| 25. September 2012 | Pakistan         | Anschlag in Punjab          |                                           |                                                                                             | Sprengsatz                                                                  | Pilger | 1        | 30        | Konflikt in Nordwest-Pakistan                        |
| 27. September 2012 | Irak             | Anschlag in Tikrit          |                                           |                                                                                             | Selbstmordattentäter mit Autobombe                                          | Gefängnis | 12 (+1)  | 34        | Aufstand im Irak (nach US-Rückzug)                   |
| 29. September 2012 | Thailand         | Anschlag in Bacho           | vermutlich Barisan Revolusi Nasional      | autonomistisch, malaysisch-nationalistisch, dschihadistisch                                 | Granatwerfer                                                                | Messe, Polizisten | 1        | 23        | Konflikt in Südthailand seit 2004                    |
| 30. September 2012 | Irak             | Anschlagsserie              | al-Qaida im Irak                          | salafistisch, wahhabitisch, panislamisch, antikommunistisch, antizionistisch, antisemitisch | Autobomben, 3 Selbstmordattentäter mit Autobomben, Schusswaffen, Sprengsatz | Schiitische Pilger, Polizeigebäude, Kontrollpunkte, Markt, Militärpatrouille, Polizeikonvoi, Schiitisches Wohnviertel, Regierungsmitglied, Zivilisten                                                                            | 23 (+3)  | 85        | Aufstand im Irak (nach US-Rückzug)                   |

## Oktober
| Datum/Beginn     | Betroffenes Land             | Anschlag                       | Täter                 | Politische Ausrichtung                                                                      | Mittel                                | Ziel                                                | Tote    | Verletzte | Hintergrund                                       |
| ---------------- | ---------------------------- | ------------------------------ | --------------------- | ------------------------------------------------------------------------------------------- | ------------------------------------- | --------------------------------------------------- | ------- | --------- | ------------------------------------------------- |
| 01. Oktober 2012 | Afghanistan                  | Anschlag in Chost              | Taliban               | deobandisch-fundamentalistisch, paschtunisch, islamistisch                                  | Selbstmordattentäter                  | Militärpatrouille                                   | 20 (+1) | 57        | Krieg in Afghanistan                              |
| 02. Oktober 2012 | Nigeria                      | Anschlag in Mubi               | vermutlich Boko Haram | wahhabitisch, islamistisch                                                                  | Schusswaffen, Macheten                | Schule                                              | 25      |           | Scharia-Konflikt in Nigeria                       |
| 03. Oktober 2012 | Syrien                       | Anschlag in Aleppo             | al-Nusra-Front        | salafistisch, wahhabitisch                                                                  | 4 Selbstmordattentäter mit Autobomben | Hotel, Handelskammer, Regierungsgebäude, Zivilisten | 45 (+4) | 90        | Bürgerkrieg in Syrien seit 2011                   |
| 08. Oktober 2012 | Demokratische Republik Kongo | Anschlag in Goma               |                       |                                                                                             | 2 Granaten                            | Zivilisten                                          | 1       | 20        | Konflikt im Ostkongo                              |
| 11. Oktober 2012 | Pakistan                     | Anschlag in Belutschistan      |                       |                                                                                             | Sprengsatz                            | Markt                                               | 11      | 30        |                                                   |
| 11. Oktober 2012 | Pakistan                     | Anschlag in Khyber Pakhtunkhwa | TTP                   | deobandisch, islamisch-fundamentalistisch                                                   | 2 Sprengsätze                         | Markt, Ersthelfer                                   | 10      | 34        | Konflikt in Nordwest-Pakistan                     |
| 13. Oktober 2012 | Somalia                      | Anschlag in Bay                | al-Shabaab            | wahhabitisch, islamistisch                                                                  | Schusswaffen                          | Soldaten                                            | 0 (+2)  | 24        | Somalischer Bürgerkrieg                           |
| 13. Oktober 2012 | Pakistan                     | Anschlag in Khyber Pakhtunkhwa |                       |                                                                                             | Selbstmordattentäter mit Autobombe    | Markt                                               | 16 (+1) | 30        | Konflikt in Nordwest-Pakistan                     |
| 14. Oktober 2012 | Pakistan                     | Anschlag in Bannu              |                       |                                                                                             | Granate                               | Zivilisten                                          | 1       | 30        | Konflikt in Nordwest-Pakistan                     |
| 17. Oktober 2012 | Nigeria                      | Anschlag in Mubi               |                       |                                                                                             | Sprengsätze                           | Markt, Militärfahrzeug                              | 20      |           |                                                   |
| 19. Oktober 2012 | Türkei                       | Anschlag in Ağrı               | PKK                   | autonomistisch, kurdisch-sozialistisch                                                      | Sprengsatz                            | Gas-Pipeline                                        | 0       | 28        | Konflikt zwischen der Republik Türkei und der PKK |
| 20. Oktober 2012 | Irak                         | Anschlag in Bagdad             |                       |                                                                                             | Sprengsatz                            | Markt                                               | 11      | 35        | Aufstand im Irak (nach US-Rückzug)                |
| 21. Oktober 2012 | Syrien                       | Anschlag in Damaskus           |                       |                                                                                             | Autobombe                             | Polizeistation                                      | 13      | 29        | Bürgerkrieg in Syrien seit 2011                   |
| 26. Oktober 2012 | Syrien                       | Anschlag in Damaskus           |                       |                                                                                             | Autobombe                             | Zivilisten                                          | 8       | 30        | Bürgerkrieg in Syrien seit 2011                   |
| 26. Oktober 2012 | Afghanistan                  | Anschlag in Faryab             | Taliban               | deobandisch-fundamentalistisch, paschtunisch, islamistisch                                  | Selbstmordattentäter                  | Moschee                                             | 41 (+1) | 50        | Krieg in Afghanistan                              |
| 27. Oktober 2012 | Irak                         | Anschlag in Bagdad             | al-Qaida im Irak      | salafistisch, wahhabitisch, panislamisch, antikommunistisch, antizionistisch, antisemitisch | 2 Autobomben                          | Markt, Restaurant                                   | 30      |           | Aufstand im Irak (nach US-Rückzug)                |
| 27. Oktober 2012 | Irak                         | Anschlag in Bagdad             |                       |                                                                                             | Sprengsatz                            | Markt                                               | 8       | 25        | Aufstand im Irak (nach US-Rückzug)                |
| 28. Oktober 2012 | Nigeria                      | Anschlag in Kaduna             | vermutlich Boko Haram | wahhabitisch, islamistisch                                                                  | Selbstmordattentäter mit Autobombe    | Katholische Kirche                                  | 2 (+1)  | 100       | Scharia-Konflikt in Nigeria                       |
| 28. Oktober 2012 | Irak                         | Anschlag in Bagdad             | al-Qaida im Irak      | salafistisch, wahhabitisch, panislamisch, antikommunistisch, antizionistisch, antisemitisch | 3 Autobomben                          | Zivilisten                                          | 10      | 28        | Aufstand im Irak (nach US-Rückzug)                |
| 28. Oktober 2012 | Pakistan                     | Anschlag in Khyber Pakhtunkhwa | vermutlich TTP        | deobandisch, islamisch-fundamentalistisch                                                   | Sprengsatz                            | Schrein, Pilger                                     | 4       | 25        | Konflikt in Nordwest-Pakistan                     |
| 29. Oktober 2012 | Syrien                       | Anschlag in Damaskus           |                       |                                                                                             | Autobombe                             | Zivilisten                                          | 10      | 41        | Bürgerkrieg in Syrien seit 2011                   |

## November
| Datum/Beginn      | Betroffenes Land             | Anschlag                       | Täter                           | Politische Ausrichtung                                                                      | Mittel                                              | Ziel                                  | Tote    | Verletzte | Hintergrund                        |
| ----------------- | ---------------------------- | ------------------------------ | ------------------------------- | ------------------------------------------------------------------------------------------- | --------------------------------------------------- | ------------------------------------- | ------- | --------- | ---------------------------------- |
| 01. November 2012 | Syrien                       | Anschlag in Idlib              |                                 |                                                                                             | Schusswaffen                                        | Kontrollpunkte                        | 28 (+5) |           | Bürgerkrieg in Syrien seit 2011    |
| 05. November 2012 | Syrien                       | Anschlag in Hamah              | al-Nusra-Front                  | salafistisch, wahhabitisch                                                                  | Selbstmordattentäter mit Autobombe                  | Soldaten                              | 50 (+1) |           | Bürgerkrieg in Syrien seit 2011    |
| 05. November 2012 | Syrien                       | Anschlag in Damaskus           | al-Nusra-Front                  | salafistisch, wahhabitisch                                                                  | Autobombe                                           | Zivilisten                            | 11      | 31        | Bürgerkrieg in Syrien seit 2011    |
| 06. November 2012 | Irak                         | Anschlag in Tadschi            | vermutlich al-Qaida im Irak     | salafistisch, wahhabitisch, panislamisch, antikommunistisch, antizionistisch, antisemitisch | Selbstmordattentäter mit Autobombe                  | Militärstützpunkt                     | 28 (+1) | 40        | Aufstand im Irak (nach US-Rückzug) |
| 06. November 2012 | Syrien                       | Anschlag in Damaskus           |                                 |                                                                                             | 3 Sprengsätze                                       | Zivilisten                            | 10      | 40        | Bürgerkrieg in Syrien seit 2011    |
| 07. November 2012 | Irak                         | Anschlag in Bagdad             |                                 |                                                                                             | 2 Autobomben, Sprengsatz                            | Zivilisten                            | 3       | 28        | Aufstand im Irak (nach US-Rückzug) |
| 07. November 2012 | Pakistan                     | Anschlag in Khyber Pakhtunkhwa |                                 |                                                                                             | Sprengsatz                                          | Markt                                 | 1       | 27        | Konflikt in Nordwest-Pakistan      |
| 08. November 2012 | Syrien                       | Anschlag in al-Hasaka          |                                 |                                                                                             |                                                     | Militärhauptquartier                  | 20      |           | Bürgerkrieg in Syrien seit 2011    |
| 08. November 2012 | Irak                         | Anschlag in Hilla              |                                 |                                                                                             | Autobombe                                           | Zivilisten                            | 2       | 20        | Aufstand im Irak (nach US-Rückzug) |
| 08. November 2012 | Syrien                       | Anschlag in Damaskus           |                                 |                                                                                             | Autobombe                                           | Moschee                               | 3       | 24        | Bürgerkrieg in Syrien seit 2011    |
| 08. November 2012 | Pakistan                     | Anschlag in Karatschi          | TTP                             | deobandisch, islamisch-fundamentalistisch                                                   | Selbstmordattentäter mit Autobombe                  | Militärgebäude                        | 3 (+1)  | 26        | Konflikt in Nordwest-Pakistan      |
| 10. November 2012 | Syrien                       | Anschlag in Darʿā              |                                 |                                                                                             | Autobombe(n)                                        | Militärlager                          | 20      |           | Bürgerkrieg in Syrien seit 2011    |
| 11. November 2012 | Kolumbien                    | Anschlag in Cauca              | FARC-EP                         | marxistisch-leninistisch, links-nationalistisch                                             | Autobombe                                           | Polizeistation, Zivilisten            | 0       | 25        | Bewaffneter Konflikt in Kolumbien  |
| 14. November 2012 | Irak                         | Anschlag in Hilla              |                                 |                                                                                             | Autobombe                                           | Markt                                 | 10      | 35        | Aufstand im Irak (nach US-Rückzug) |
| 17. November 2012 | Thailand                     | Anschlag in Mueang Yala        |                                 |                                                                                             | Motorradbombe                                       | Militärpatrouille, Zivilisten         | 1       | 33        | Konflikt in Südthailand seit 2004  |
| 17. November 2012 | Irak                         | Anschlag in Salah ad-Din       |                                 |                                                                                             | Autobombe                                           | Restaurant, Busse, Schiitische Pilger | 7       | 25        | Aufstand im Irak (nach US-Rückzug) |
| 18. November 2012 | Kenia                        | Anschlag in Nairobi            | al-Shabaab                      | wahhabitisch, islamistisch                                                                  | Sprengsatz                                          | Bus                                   | 10      | 30        | Somalischer Bürgerkrieg            |
| 18. November 2012 | Thailand                     | Anschlag in Rueso              | vermutlich Runda Kumpulan Kecil | autonomistisch, islamistisch                                                                | Sprengsatz                                          | Gleise, Zug                           | 3       | 36        | Konflikt in Südthailand seit 2004  |
| 19. November 2012 | Demokratische Republik Kongo | Anschlag in Goma               |                                 |                                                                                             | Rakete                                              | Markt                                 | 4       | 20        | Konflikt im Ostkongo               |
| 21. November 2012 | Pakistan                     | Anschlag in Rawalpindi         | TTP                             | deobandisch, islamisch-fundamentalistisch                                                   | Selbstmordattentäter                                | Schiitische Prozession                | 24 (+1) | 62        | Konflikt in Nordwest-Pakistan      |
| 23. November 2012 | Afghanistan                  | Anschlag in Maidan Shar        | Taliban                         | deobandisch-fundamentalistisch, paschtunisch, islamistisch                                  | Selbstmordattentäter mit Autobombe                  | NATO-Trainingszentrum                 | 3 (+1)  | 90        | Krieg in Afghanistan               |
| 24. November 2012 | Pakistan                     | Anschlag in Dera Ismail Khan   | TTP                             | deobandisch, islamisch-fundamentalistisch                                                   | Sprengsatz                                          | Schiitische Aschura-Prozession        | 7       | 30        | Konflikt in Nordwest-Pakistan      |
| 25. November 2012 | Nigeria                      | Anschlag in Kaduna             | Boko Haram                      | wahhabitisch, islamistisch                                                                  | 2 Selbstmordattentäter mit Autobomben               | Kirche, Ersthelfer                    | 30 (+2) | 11        | Scharia-Konflikt in Nigeria        |
| 27. November 2012 | Irak                         | Anschlag in Bagdad             |                                 |                                                                                             | 3 Autobomben                                        | Moscheen                              | 21      | 41        | Aufstand im Irak (nach US-Rückzug) |
| 28. November 2012 | Syrien                       | Anschlag in Aleppo             |                                 |                                                                                             | 2 Selbstmordattentäter mit Autobomben, 2 Autobomben | Zivilisten                            | 34 (+2) | 83        | Bürgerkrieg in Syrien seit 2011    |
| 29. November 2012 | Irak                         | Anschlag in Kerbela            |                                 |                                                                                             | Autobombe                                           | Schrein, Schiitische Pilger           | 8       | 22        | Aufstand im Irak (nach US-Rückzug) |
| 29. November 2012 | Irak                         | Anschlag in Hilla              |                                 |                                                                                             | Autobombe, Sprengsatz                               | Schiitische Pilger, Ersthelfer        | 26      | 80        | Aufstand im Irak (nach US-Rückzug) |
| 29. November 2012 | Irak                         | Anschlag in Kerbela            |                                 |                                                                                             | Autobombe                                           | Schiitische Pilger in Bus             | 8       | 21        | Aufstand im Irak (nach US-Rückzug) |

## Dezember
| Datum/Beginn      | Betroffenes Land | Anschlag                 | Täter           | Politische Ausrichtung                    | Mittel                                                                      | Ziel                         | Tote   | Verletzte | Hintergrund                        |
| ----------------- | ---------------- | ------------------------ | --------------- | ----------------------------------------- | --------------------------------------------------------------------------- | ---------------------------- | ------ | --------- | ---------------------------------- |
| 02. Dezember 2012 | Syrien           | Anschlag in Homs         |                 |                                           | Autobombe                                                                   | Zivilisten                   | 7      | 24        | Bürgerkrieg in Syrien seit 2011    |
| 12. Dezember 2012 | Syrien           | Anschlag in Damaskus     | al-Nusra-Front  | salafistisch, wahhabitisch                | Selbstmordattentäter mit Autobombe, Sprengstoff                             | Innenministerium             | 7 (+1) | 50        | Bürgerkrieg in Syrien seit 2011    |
| 13. Dezember 2012 | Syrien           | Anschlag in Rif Dimaschq |                 |                                           | Autobombe                                                                   | Militärgebäude               | 16     | 23        | Bürgerkrieg in Syrien seit 2011    |
| 15. Dezember 2012 | Pakistan         | Anschlag in Peschawar    | TTP             | deobandisch, islamisch-fundamentalistisch | Selbstmordattentäter mit Autobombe, Automatische Schusswaffen, Panzerfäuste | Militärflughafen             | 9 (+5) | 40        | Konflikt in Nordwest-Pakistan      |
| 16. Dezember 2012 | Irak             | Anschlag in Kirkuk       |                 |                                           | 3 Autobomben                                                                | Moscheen, Fernsehsender      | 6      | 30        | Aufstand im Irak (nach US-Rückzug) |
| 17. Dezember 2012 | Irak             | Anschlag in Bagdad       |                 |                                           | Autobombe                                                                   | Autohändler                  | 11     | 40        | Aufstand im Irak (nach US-Rückzug) |
| 17. Dezember 2012 | Irak             | Anschlag in Tuz Churmatu |                 |                                           | 2 Autobomben                                                                | Moschee                      | 5      | 26        | Aufstand im Irak (nach US-Rückzug) |
| 17. Dezember 2012 | Pakistan         | Anschlag in Jamrud       |                 |                                           | Autobombe                                                                   | Bushaltestelle, Markt        | 21     | 80        | Konflikt in Nordwest-Pakistan      |
| 29. Dezember 2012 | Pakistan         | Anschlag in Karatschi    |                 |                                           | Selbstmordattentäter                                                        | Bus                          | 6 (+1) | 50        | Konflikt in Nordwest-Pakistan      |
| 30. Dezember 2012 | Pakistan         | Anschlag in Mastung      | Lashkar-e-Islam | islamistisch                              | Autobombe                                                                   | Schiitische Pilger in Bussen | 19     | 25        | Konflikt in Nordwest-Pakistan      |